# 10050 Cielo Drive
10050 Cielo Drive era o endereço de uma antiga casa de luxo em Benedict Canyon, na parte centro-oeste do bairro de Beverly Crest, em Los Angeles, na fronteira com Beverly Hills, onde três membros da Família Manson cometeram os assassinatos de Sharon Tate e seus hóspedes em agosto de 1969. A casa foi construída para representar um celeiro típico do interior da França e incluía uma casa de hóspedes e uma piscina.
Rudolph Altobelli, um músico e descobridor de talentos para a indústria cinematográfica, comprou a casa por US$86.000 dólares no começo da década de 1960 e passou a alugá-la.  A história de residentes da casa incluem Lillian Gish, Cary Grant, Henry Fonda, Terry Melcher e Candice Bergen. Em fevereiro de 1969, foi alugada pelo diretor de cinema Roman Polanski e sua então esposa, a atriz Sharon Tate. O endereço então tornou-se célebre por ter sido o local onde ocorreram os assassinatos de Tate e seus convidados; a herdeira do café Abigail Folger, o namorado desta, o polonês Wojciech Frykowski, o cabeleireiro Jay Sebring e o adolescente Steven Parent, um amigo do caseiro da mansão, assassinados por seguidores de Charles Manson em 9 de agosto de 1969. O caseiro William Garretson, que vivia na casa de hóspedes atrás da casa principal, foi o único sobrevivente.
Altobelli voltou a ocupar a casa três semanas após os assassinatos e viveu lá pelos 20 anos seguintes, vendendo-a em 1989 por US$ 1,6 milhão de dólares.
Anos mais tarde, artistas como Trent Reznor, do grupo de rock Nine Inch Nails e Marilyn Manson gravaram discos dentro da casa. A porta da frente da casa original – famosa pelo fato dos seguidores de Manson terem escrito a palavra "Pig" usando o sangue de Sharon Tate, sobrevive; Trent Reznor, o último inquilino da casa original antes desta ter sido demolida, levou a porta e instalou-a como porta da frente de seu estúdio de gravação, Nothing Records.
Reznor resolveu se mudar da casa em dezembro de 1993, explicando que "havia muita história naquela casa que pudesse aguentar". Em 1997, ele deu uma entrevista para a revista Rolling Stone sobre o ocorrido:
Enquanto eu estava trabalhando no Downward Spiral, eu estava vivendo na casa onde Sharon Tate foi assassinada. Então um dia eu conheci sua irmã. Foi uma dessas coisas ao acaso, apenas um breve encontro. E ela disse: "Você está explorando a morte de minha irmã vivendo em sua casa?" Pela primeira vez, toda aquela coisa meio que bateu na minha cara. Então eu disse: "Não, isso é apenas parte do meu próprio interesse no folclore americano. Eu estou neste lugar onde uma estranha parte da nossa história ocorreu." Eu acho que eu nunca havia me abatido assim antes, mas aconteceu dessa vez. Ela perdeu sua irmã por causa de uma situação sem sentido, ignorante, que eu não quero dar nenhum suporte. Quando ela falou comigo, eu percebi pela primeira vez: "E se fosse com a minha irmã?". Eu pensei "F*da-se o Charlie Manson". Eu fui para casa e chorei aquela noite.
A casa foi demolida em 1994 e o endereço do local foi mudado para Cielo Drive 10066 para afastar curiosos e turistas. Uma nova mansão chamada "Villa Bella" foi construída no local pelo novo proprietário, o produtor das séries de televisão Family Matters  e  Full House, Jeff Franklin. Ela permanece inacabada e vazia. Nada permanece da casa original, à exceção de um pinheiro solitário na entrada e o poste de telefone escalado por um dos assassinos para cortar os fios telefônicos da casa, naquela noite de agosto de 1969.